# Cordillera de Soutpansberg
La cordillera de Soutpansberg (antes Zoutpansberg, nombre que ahora se asigna al distrito administrativo) es una cadena de montañas en el extremo norte de Sudáfrica. Soutpansberg, en afrikáner, significa “montaña del pan de sal”, de su nombre en idioma venda Letshoyang o “lugar de la sal” (Bergpan), refiriéndose a un lugar situado en su extremo occidental 22°58′S 29°20′E / -22.967, 29.333, aunque la cordillera se inicia un poco más al oeste, en Vivo 23°02′S 29°16′E / -23.033, 29.267, por donde pasa el río Brak. En su extremo oriental se encuentran la Reserva de Caza Mukato, la Reserva Natural Makuya 22°32′S 30°54′E / -22.533, 30.900 y el parque nacional Kruger, a unos 200 kilómetros, tomando como referencia Punda Maria 22°41′S 31°01′E / -22.683, 31.017. La cordillera es atravesada por dos desfiladeros, el de Watersport, atravesado por la línea de ferrocarril y el río Sand (Mongezi), que discurre de sur a norte y desemboca en el Limpopo, y el de Wyllie's Poort, por el que cruza la carretera nacional N1, entre Louis Trichardt, al sur, y Musina, al norte, donde, desde 1961, se pasa por los túneles de Hendrik Verwoerd. Ambos pasos se encuentran en el tercio occidental, el primero a unos 36 km en línea recta desde Vivo, y el segundo a unos 86 km. La cumbre más alta es el pico Lajuma 23°01′S 29°26′E / -23.017, 29.433, de 1.747 m de altitud. Soutpansberg es conocido por el alto endemismo de su fauna de invertebrados.

## Geografía

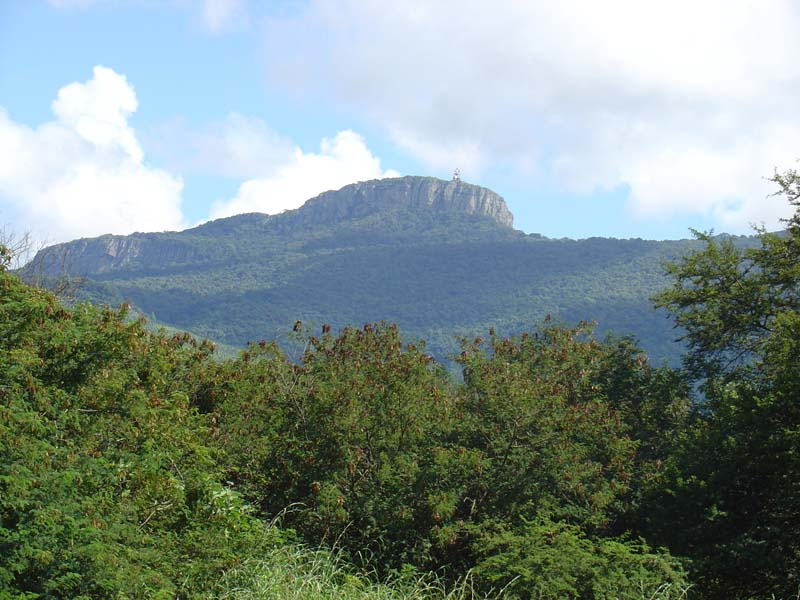
Promontorio de Hanglip visto desde Louis Trichardt

Soutpansberg es una cordillera situada al norte del trópico de Capricornio, formada básicamente por cuarcitas rosadas resistentes depositadas sobre un sustrato de rocas sedimentarias y lavas basálticas hace 150 millones de años. Cuando cesó la deposición, el terreno estaba inclinado hacia el norte, dando lugar a elevadas fallas que miran hacia el sur y que fueron tomando la forma actual a lo largo de los últimos 60 millones de años. Se extiende desde el pueblo de Vivo, al oeste, hasta el parque nacional Kruger, al este. Forma una unidad geológica con la meseta de Makgabeng y la montaña de Blouberg al oeste de Vivo, y con las sierras de arenisca que se extienden por el valle del Limpopo y entran en Zimbabue por el norte de Pafuri en el Parque Kruger. De este a oeste, la cordillera tiene una extensión de unos 210 km, con una anchura de unos 60 km y una superficie de 6.800 km².

## Clima
La vertiente meridional recibe el aire húmedo del océano Índico, donde por las noches se forma un cinturón de neblinas en las alturas que se disipa con el sol, mientras el norte, a sotavento, es más seco. Las precipitaciones oscilan entre los 340 mm de la parte más occidental y en torno a 2.000 mm en el centro, en el bosque de Entabeni, dando lugar a un rico mosaico de paisajes que van desde el semidesierto hasta la selva y que ha favorecido una rica variedad de fauna y flora. Las lluvias son estacionales, con un periodo cálido y húmedo entre octubre y marzo, con temperaturas que oscilan entre los 16 y los 40 grados centígrados, y un periodo frío y seco entre abril y octubre con temperaturas entre 12 y 22 grados.

## Vegetación

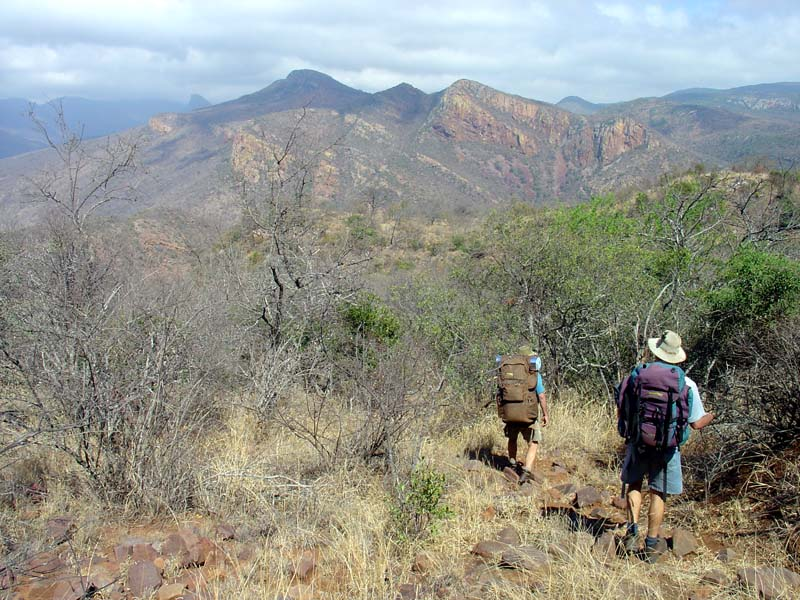
Excursionistas siguiendo un camino en la zona central de los Soutpansberg

La vegetación original ha sido gravemente degradada por los asentamientos humanos desde hace más de mil años. No obstante, se calcula que el 12 por ciento de la vegetación se conserva en buen estado. La transformación de las granjas en ranchos para la caza y el turismo y la creación de zonas de conservación ha contribuido a la recuperación de la zona, en la que el 65 por ciento está totalmente humanizado. En el área de Matondoni, cerca de Thohoyandou, donde se hallan las cascadas Phiphidi, se conserva un bosque virgen en el que destaca como especie arbórea más importante Schefflera umbellifera (Weisser et al., in prep) seguida por Bridelia micrantha, Cussonia spicata, Albizia adianthifolia, Brachylaena discolor, Combretum molle, Croton sylvaticus y Parinari curatellifolia.
Hay en la zona 38 especies endémicas de plantas, de las cuales el 32% son suculentas. El 52% de las especies endémicas se encuentran en la zona de las nieblas y un 26 por ciento son exclusivas de este lugar. Se han catalogado en total entre 2.500 y 3.000 plantas vasculares, de 1.066 géneros y 240 familias. El 10% de las plantas son suculentas. Se encuentran aquí el 70% de las orquídeas epífitas de África del Sur, muchas de las cuales están en peligro.
En un solo paraje, en el Western Soutpansberg Conservancy, en Lesheba, se encuentran 350 especies de árboles, incluyendo un dosel arbóreo de gran altura que es el santuario de los monos de Syke (Cercopithecus albogularis). El paisaje incluye profundas gargantas, sabana, sandveld, que es un tipo de meseta arenosa con escasas lluvias, vleis, una especie de lagunas inundables propias de Sudáfrica y el fynbos.

## Fauna
En Soutpansberg hay 309 especies de mariposas, de las cuales el 17% son raras y el 3% son endémicas. Se han catalogado 52 especies de libélulas, 130 especies de arañas, 44 de las 50 especies de peces que hay en el Limpopo, 116 especies de reptiles, entre los que destaca el rarísimo camaleón enano (Bradypodion cf. sp. Transvaalensis), tres especies de serpientes, diez de lagartijas y cuatro de geckos.
En cuanto a pájaros, hay entre 380 y 400 especies en la cordillera, y más de 500 en su área de influencia. Destacan las áreas de Blouberg por la presencia de buitres del Cabo (Gyps coprotheres); los desfiladeros al oeste de Louis Trichardt, por sus halcones peregrinos y sus águilas negras; el Gran Baobab, cerca de Klein Tshipise, por sus colonias de colaespina moteado (Telacanthura ussheri); los bosques de Brachystegia (miombo) en Shakadza; los baobabs en las laderas norte del oeste de la cordillera a lo largo del río Sand, por sus águilas spilogaster (Aquila spilogaster); la zona del bosque de Entabeni, por sus milanos murciélagueros (Macheiramphus alcinus), y el bosque de ribera del río Sand, donde se encuentra la ardeida de espalda blanca (Gorsachius leuconotus), la lechuza Scotopelia peli y otros.
Entre los mamíferos, en la cordillera Soutpansberg se encuentran el 60% de todos los existentes en Sudáfrica. Es especialmente rica en murciélagos, carnívoros y grandes herbívoros. El rinoceronte negro ya ha sido exterminado, pero en el extremo oriental, dentro del parque Kruger aún se encuentran elefantes, licaones  y leones. Los elefantes se adentran ocasionalmente en las colinas septentrionales por la región de Limpopo. En las llanuras al norte de las montañas se encuentran guepardos y hay liebres saltadoras (Pedetes capensis) incluso en áreas habitadas. En total, hay 145 especies de mamíferos en Soutpangsberg, entre ellos 5 de primates, 26 de carnívoros y 25 artiodáctilos.

## Reservas de caza
El 80% de las granjas que practicaban la ganadería extensiva se han convertido en reservas de caza al norte de las montañas Soutpansberg, donde se hallan las zonas más abiertas y extensas. Solo los 17 ranchos más grandes abarcan una extensión de 150.000 hectáreas, casi la tercera parte de la extensión de la región. En estos ranchos se pueden encontrar kudus , impalas, núes azules (Connochaetes taurinus), cebras, jirafas, facóqueros (Phacochoerus africanus), órices (Oryx gazella), elands (Taurotragus oryx), hienas manchadas (Crocuta crocuta) y potamoqueros de río (Potamochoerus larvatus). Para la caza, se han reintroducido la marta cibelina, el hipótrago equino (Hippotragus equinus), el búfalo, el elefante, el nyala (Tragelaphus angasii), el antílope acuático o kobo (Kobus ellipsiprymnus), el rinoceronte blanco y el león.
Las áreas de caza más importantes son el Makuya Park, que comprende 18.000 hectáreas, con los cinco grandes de la fauna africana (león, leopardo, elefante, rinoceronte y búfalo), además de cocodrilos, hipopótamos y numerosas aves e interés en las riberas del río Lebuvu; el Madimbo Corridor, de 50.000 ha, donde se encuentran elefantes, búfalos, leopardos, leones y la mayoría de especies de antílopes; el Poppalin Ranch, de 10.000 ha, con elefantes, búfalos y leopardos; la Nwanedi Reserve, de 9.000 ha, con rinocerontes blancos; el Greater Kuduland, de 15.000 ha, también con los cinco grandes; el Western Soutpansberg Conservacy, de 90.000 ha, la Blouberg Nature Reserve, de 8.000 ha; el Pride of Africa Ranch, de 6.000 ha., con llanuras repletas de búfalos; el Lesheba Ranch y la Maleboch Nature Reserve, de 5.000 ha.

## Historia
Se calcula que hubo homínidos en la región hace 3,64 millones de años (Truswell 1977). Se encuentran en la zona importantes pinturas rupestres que muestran asentamientos muy antiguos, desde la Edad de Piedra. Hay 41 sitios documentados entre los que destaca el arte rupestre de la cultura del hierro de Mapungubwe.
El primer blanco en alcanzar y nombrar la montaña fue Coenraad de Buys, un colono que huía desde Graaff-Reinet después de la fallida rebelión de 1795. Coenraad se asentó cerca de la montaña en 1820 y fue el patriarca de un clan mestizo, los buysvolk o “pueblo buys”, que aun pueden ser encontrados en Buysdorp. De Buys fue seguido por el voortrekker Louis Tregardt, que se estableció en el pan de sal entre mayo y agosto de 1836. En noviembre de 1836, Tregardt se desplazó a las inmediaciones de Schoemansdal y el pueblo de Louis Trichardt, donde permaneció hasta junio de 1837. De junio a agosto de 1837, el grupo de Tregard acampó en el río Doorn, en la granja del mismo nombre, desde donde más tarde buscarían una ruta comercial hacia el mar.

## Primeros asentamientos
Once años más tarde, en 1848, en el lugar del primer campo Tregard, se estableció un asentamiento denominado Zoutpansbergdorp,  fundado por Jan Valentyn Botha, que lideraba una facción del trek de Andries Potgieter. Este murió en Zoutpansbergdorp en 1852 y, a la muerte de su hijo, en 1855, Stephanus Schoeman se convirtió en el líder de facto del pueblo, al que dio el nombre de Schoemansdal. Con solo 200 habitantes, se convirtió en un importante centro de comercio de marfil. 
Los cazadores venda suministraban a los voortrekkers el marfil, y estos les proporcionaban armas. La relación entre ambos se deterioró debido a los impuestos, los robos de ganado y el control sobre el suministro de armas. El conflicto estalló en 1866, cuando los voortrekkers intervinieron en una disputa de sucesión venda, y uno de los solicitantes, Makhado (Louis Trichardt) atacó un asentamiento voortrekker aislado. Los voortrekker tuvieron que abandonar el pueblo el 15 de julio de 1867 y establecerse en Pietersburg, luego llamado Polokwane.

## Primera población
En octubre de 1898, los bóeres volvieron a tener el control sobre el territorio. El comando del general Piet Joubert ocupó una posición estratégica sobre el río Doorn. En noviembre, el kraal de Mphefu sufrió un ataque y fue incendiado. El clan de Mphefu escapó a través del río Limpopo a Zimbabue. Las granjas Rietvlei y Bargvliet fueron abandonadas en 1898 por un nuevo asentamiento en Trichardtsdorp, en honor de Louis Tregardt, hoy conocido como Louis Trichardt.